# Мандалорец
«Мандало́рец» (англ. The Mandalorian) — американский телесериал в жанре космический вестерн, созданный Джоном Фавро для стримингового сервиса Disney+. Это первый игровой сериал, являющийся составной частью вселенной «Звёздных войн». Действие «Мандалорца» разворачивается пять лет спустя после событий фильма «Возвращение джедая». Педро Паскаль исполняет главную роль одинокого охотника за головами Дина Джарина, который вынужден податься в бега после того, как берёт под свою защиту чувствительного к Силе малыша Грогу.
Создатель «Звёздных войн» Джордж Лукас начал разработку телесериала к 2009 году, но этот проект был сочтён слишком дорогим для производства. В октябре 2012 года он продал Lucasfilm компании Disney. Впоследствии для Disney+ началась работа над новым сериалом. Фавро подписал контракт в марте 2018 года в качестве сценариста и шоураннера. Он также является исполнительным продюсером наряду с Дейвом Филони, Кэтлин Кеннеди, Колином Уилсоном и Риком Фамуйивой. Премьера сериала состоялась 12 ноября 2019 года на Disney+. Первый сезон, состоящий из восьми серий, получил положительные отзывы критиков и на 72-й церемонии вручения премий «Эмми» был номинирован в категории «Лучший драматический сериал», а также получил семь творческих премий «Эмми». Премьера второго сезона состоялась 30 октября 2020 года и получила положительные отзывы, а премьера третьего сезона состоялась 1 марта 2023 года. Четвёртый сезон находился в разработке, но после анонса фильма его судьба остаётся неясной.
Сериал получил три спин-оффа — «Книга Бобы Фетта», увидевший свет 29 декабря 2021 года, «Асока», премьера которого состоялась 23 августа 2023 года, а также «Опорную команду», вышедшую 2 декабря 2024 года.

## Сюжет
Действие сериала происходит пять лет спустя после событий фильма «Возвращение джедая» (1983) и падения Галактической империи. В центре сюжета — приключения одинокого охотника за головами, мандалорца по имени Дин Джарин, на дальних рубежах Галактики. Остатки имперских сил наняли его, чтобы вернуть ребёнка Грогу, но вместо этого он пускается в бега, чтобы защитить младенца. Пытаясь воссоединить Грогу с его видом, их преследует мофф Гидеон, который хочет использовать связь Грогу с Силой. Затем герои отправляются на планету Мандалор, чтобы Дин Джарин мог искупить свою вину за то, что снял свой шлем.

## В ролях

### В главных ролях
- Педро Паскаль — Мандалорец / Дин Джарин, одинокий стрелок и охотник за головами. Окружающие часто называют его Мандо — это общий и, возможно, оскорбительный термин, используемый для обозначения всех мандалорцев, представителей клана опытных воинов. Дин Джарин — «найдёныш», которого в детстве спасли мандалорцы[9][10].
- Грогу — крохотное зелёное существо, владеющее Силой; принадлежит к той же неизвестной расе, что и великий магистр ордена джедаев Йода. Возраст Грогу составляет около 50 лет. До падения ордена джедаев его обучали в храме джедаев на Корусанте. За его доставку «Клиент» предлагает щедрое вознаграждение. Мандалорец находит и защищает Грогу, в то время как другие охотники за головами продолжают охотиться на него.
- Кэти Сакхофф — Бо-Катан Крайз, бывшая правительница Мандалора и лидер группы мандалорцев под названием «Ночные совы». Сакхофф ранее озвучивала персонажа Бо-Катан в мультсериалах «Войны клонов» и «Повстанцы»[11].

### Второстепенные роли
Каждый из актёров указан в финальных титрах тех эпизодов, в которых они появляются:
- Карл Уэзерс — Гриф Карга, бывший магистрат и лидер Гильдии охотников за головами, нанимающий Мандалорца для поиска и поимки добычи[12]. Это последняя роль Уэзерса, который умер в феврале 2024 года.
- Вернер Херцог — Клиент, безымянный персонаж, которого охраняют имперские штурмовики. Он поручает Мандалорцу доставку ценного груза[13].
- Омид Абтахи[англ.][13] — доктор Першинг, учёный, работающий на «Клиента».
- Ник Нолти — голос Куиила, представителя расы угнотов, фермера-влагодобытчика[13][14]. Мисти Росас предоставила захват движения Куиила[15][16].
- Тайка Вайтити — голос IG-11[9], дроида-охотника за головами, который обрабатывает разговоры точно и буквально[17]. После попытки убить Грогу в качестве его награды, после чего его остановил Джарин, IG-11 был перепрограммирован Куиилом, чтобы защищать Грогу.
- Эмили Суоллоу — Оружейник, лидер племени мандалорских воинов на Неварро. Она обеспечивает духовное руководство кланом, выковывает и ремонтирует их доспехи[18]
- Джина Карано — Карасинтия («Кара») Дюн, бывший штурмовик, ныне наёмница с Альдераана, во время Галактической гражданской войны сражалась на стороне Повстанческого Альянса[12].
- Эми Седарис — Пелли Мотто, механик, управляющая космопортом Мос-Эйсли на Татуине[19].
- Минг-На Вен — Феннек Шэнд, наёмница, работавшая на многие ведущие преступные синдикаты[20].
- Джанкарло Эспозито — мофф Гидеон, бывший офицер Имперской службы безопасности, тайной полиции Галактической Империи, чья жизнь изменилась после того, как Повстанческий Альянс уничтожил вторую Звезду Смерти[17].
- Темуэра Моррисон — Боба Фетт[21], мандалорский охотник за головами, который предположительно умер, упав в яму сарлакка[англ.] во время событий «Возвращения джедая»[22]. Моррисон ранее исполнял роль Джанго Фетта в «Атаке клонов»[22], а также озвучил Бобу Фетта в специальном DVD-издании 2004 года фильма «Империя наносит ответный удар». Впервые появился в конце первого эпизода второго сезона.

### Гостевые роли
- Оратио Санс[англ.][13] — Митрол, синекожий амфибия, с плавниками на лице, которого ловит Мандалорец, чтобы получить награду. Позже был освобожден из своей карбонитовой тюрьмы, чтобы работать бухгалтером у Грифа.
- Джулия Джонс — Омера, фермер с планеты Сорган[23].
- Джейк Каннавале[англ.] — Торо Каликан, охотник за головами. Желая вступить в Гильдию охотников, он взялся за поиск Феннек Шэнд на Татуине[24].
- Марк Бун младший — Ранзар Малк, бывший партнёр Мандалорца, лидер группы наемников, которые действуют с космической станции. Разрабатывает план для своей команды проникнуть на тюремный корабль Новой Республики и спасти Квина[25].
- Билл Бёрр — Мигс Мейфилд, бывший имперский снайпер, охотник за головами, который возглавил команду наемников Ранзара в их попытке спасти Квина с тюремного транспортного корабля Новой Республики. Позже помогает Мандалорцу отследить корабль моффа Гидеона[26].
- Наталия Тена — Ши’ан, Тви’лек с фиолетовой кожей, наёмница, бывшая любовная увлеченность Мандалорца. она является частью спасательной команды, посланной Ранзаром, чтобы спасти её брата Квина из тюремного транспорта Новой Республики[27].
- Клэнси Браун — Бёрг, краснокожий деваронец, наёмник, является «мускулами» наемного отряда Ранзара, посланного спасти Квина с тюремного транспортного корабля Новой Республики[28].
- Ричард Айоади — голос Q9-0 / Зиро, дроид-наёмник, который действует как пилот, навигатор и хакер для команды наемников, посланной Ранзаром, чтобы спасти Квина из тюремного транспорта Новой Республики[29].
- Исмаэль Круз — Квин, Тви’лек с фиолетовой кожей, преступник, которого держали в плену на тюремном транспортном корабле Новой Республики[30].
- Джон Легуизамо — голос Гор Кореша, абиссинский гангстер, с которым связался Мандалорец для получения информации о своих людях[31].
- Тимоти Олифант — Кобб Вант[англ.], бывший раб, который заполучил в своё распоряжение мандалорскую броню Бобы Фетта. Данный персонаж появляется в трилогии «Звёздные войны: Последствия», написанной Чаком Вендигом[32][33].
- Мерседес Кестнер-Варнадо — Коска Ривз, мандалорка, член отряда «Ночных сов»[34][35][36].
- Саймон Кассианидис — Экс Воувз, мандалорец, член отряда Бо-Катан Крайз[37].
- Розарио Доусон — Асока Тано, девушка-тогрута, бывшая ученица Энакина Скайуокера, ушедшая из ордена джедаев во время Войн Клонов и присоединившаяся к «Альянсу повстанцев» во времена Галактической Империи[38][39].
- Диана Ли Иносанто — Морган Элсбет, магистрат города Калодан на лесной планете Корвус, ученица Гранд Адмирала Трауна[40].
- Майкл Бин — Ланг, наёмник, работавший на Морган Элсбет на планете Корвус[41].
- Марк Хэмилл — Люк Скайуокер, джедай, магистр нового ордена джедаев. Главный герой оригинальной трилогии «Звёздных войн». Марк Хэмилл озвучил Люка, в то время как в сериале было применено «цифровое омоложение» с помощью компьютерных технологий — на дублера (Макс Ллойд-Джонс) «было наложено» лицо молодого Марка Хэмилла[42].

## Список серий
| Сезон | Серии | Серии | Даты показа     | Даты показа     |
| Сезон | Серии | Серии | Первая серия    | Последняя серия |
| ----- | ----- | ----- | --------------- | --------------- |
| 1     | 8     | 8     | 12 ноября 2019  | 27 декабря 2019 |
| 2     | 8     | 8     | 30 октября 2020 | 18 декабря 2020 |
| 3     | 8     | 8     | 1 марта 2023    | 19 апреля 2023  |

### Сезон 1 (2019)
| № общий | № в сезоне | Название                                           | Режиссёр            | Автор сценария                | Дата премьеры   |
| ------- | ---------- | -------------------------------------------------- | ------------------- | ----------------------------- | --------------- |
| 1       | 1          | «Глава 1: Мандалорец» «Chapter 1: The Mandalorian» | Дэйв Филони         | Джон Фавро                    | 12 ноября 2019  |
| 2       | 2          | «Глава 2: Дитя» «Chapter 2: The Child»             | Рик Фамуйива        | Джон Фавро                    | 15 ноября 2019  |
| 3       | 3          | «Глава 3: Грех» «Chapter 3: The Sin»               | Дебора Чоу          | Джон Фавро                    | 22 ноября 2019  |
| 4       | 4          | «Глава 4: Убежище» «Chapter 4: Sanctuary»          | Брайс Даллас Ховард | Джон Фавро                    | 29 ноября 2019  |
| 5       | 5          | «Глава 5: Стрелок» «Chapter 5: The Gunslinger»     | Дэйв Филони         | Дэйв Филони                   | 6 декабря 2019  |
| 6       | 6          | «Глава 6: Заключённый» «Chapter 6: The Prisoner»   | Рик Фамуйива        | Кристофер Йост и Рик Фамуйива | 13 декабря 2019 |
| 7       | 7          | «Глава 7: Расплата» «Chapter 7: The Reckoning»     | Дебора Чоу          | Джон Фавро                    | 18 декабря 2019 |
| 8       | 8          | «Глава 8: Искупление» «Chapter 8: Redemption»      | Тайка Вайтити       | Джон Фавро                    | 27 декабря 2019 |

### Сезон 2 (2020)
| № общий | № в сезоне | Название                                         | Режиссёр            | Автор сценария | Дата премьеры   |
| ------- | ---------- | ------------------------------------------------ | ------------------- | -------------- | --------------- |
| 9       | 1          | «Глава 9: Маршал» «Chapter 9: The Marshal»       | Джон Фавро          | Джон Фавро     | 30 октября 2020 |
| 10      | 2          | «Глава 10: Пассажир» «Chapter 10: The Passenger» | Пейтон Рид          | Джон Фавро     | 6 ноября 2020   |
| 11      | 3          | «Глава 11: Наследница» «Chapter 11: The Heiress» | Брайс Даллас Ховард | Джон Фавро     | 13 ноября 2020  |
| 12      | 4          | «Глава 12: Осада» «Chapter 12: The Siege»        | Карл Уэзерс         | Джон Фавро     | 20 ноября 2020  |
| 13      | 5          | «Глава 13: Джедай» «Chapter 13: The Jedi»        | Дейв Филони         | Дейв Филони    | 27 ноября 2020  |
| 14      | 6          | «Глава 14: Трагедия» «Chapter 14: The Tragedy»   | Роберт Родригес     | Джон Фавро     | 4 декабря 2020  |
| 15      | 7          | «Глава 15: Верующий» «Chapter 15: The Believer»  | Рик Фамуйива        | Рик Фамуйива   | 11 декабря 2020 |
| 16      | 8          | «Глава 16: Спасение» «Chapter 16: The Rescue»    | Пейтон Рид          | Джон Фавро     | 18 декабря 2020 |

### Сезон 3 (2023)
| № общий | № в сезоне | Название                                                         | Режиссёр            | Автор сценария           | Дата премьеры  |
| ------- | ---------- | ---------------------------------------------------------------- | ------------------- | ------------------------ | -------------- |
| 17      | 1          | «Глава 17: Отступник» «Chapter 17: The Apostate»                 | Рик Фамуйива        | Джон Фавро               | 1 марта 2023   |
| 18      | 2          | «Глава 18: Шахты Мандалора» «Chapter 18: The Mines of Mandalore» | Рэйчел Моррисон     | Джон Фавро               | 8 марта 2023   |
| 19      | 3          | «Глава 19: Новообращённый» «Chapter 19: The Convert»             | Ли Айзек Чун        | Ноа Клур и Джон Фавро    | 15 марта 2023  |
| 20      | 4          | «Глава 20: Найдёныш» «Chapter 20: The Foundling»                 | Карл Уэзерс         | Джон Фавро и Дэйв Филони | 22 марта 2023  |
| 21      | 5          | «Глава 21: Пират» «Chapter 21: The Pirate»                       | Питер Рамзи         | Джон Фавро               | 29 марта 2023  |
| 22      | 6          | «Глава 22: Наёмники» «Chapter 22: Guns for Hire»                 | Брайс Даллас Ховард | Джон Фавро               | 5 апреля 2023  |
| 23      | 7          | «Глава 23: Шпионы» «Chapter 23: The Spies»                       | Рик Фамуйива        | Джон Фавро и Дэйв Филони | 12 апреля 2023 |
| 24      | 8          | «Глава 24: Возвращение» «Chapter 24: The Return»                 | Рик Фамуйива        | Джон Фавро               | 19 апреля 2023 |

## Производство

### Предыстория
В апреле 2005 года Джордж Лукас на фестивале Star Wars Celebration III официально объявил о начале работы над первым игровым телесериалом, посвящённым вселенной «Звёздных войн». Исполнительным продюсером проекта наряду с самим Лукасом стал его многолетний партнёр по компании Lucasfilm Рик Маккалум. Сериал получил название «Звёздные войны: Подземный мир» («Star Wars: Underworld»), а его действие должно было разворачиваться между событиями третьего и четвёртого эпизода киносаги.
К 2012 году были написаны черновые сценарии к 50 сериям (по часу каждая). Однако будущее сериала оказалось под вопросом из-за слишком высоких расходов на его создание (в первую очередь из-за визуальных спецэффектов). 30 октября 2012 года корпорация The Walt Disney Company объявила о приобретении за 4 млрд долларов Lucasfilm, в том числе прав на франшизу «Звёздные войны». Председатель правления Disney Роберт Айгер отметил потенциал телесериала по мотивам «Звёздных войн», но не стал вдаваться в подробности. Вскоре после этого было объявлено, что Маккаллум покинул Lucasfilm. В январе 2013 года тогдашний президент телекомпании ABC Пол Ли высказался за пересмотр проекта телесериала и высказал сомнения в его жизнеспособности. В итоге данный сериал так и не был запущен в производство.
В июне 2014 года сценарист Стивен Скайя, работавший над «Подземным миром», раскрыл некоторые интересные подробности несостоявшегося проекта. Так, в сериале должны были фигурировать главные персонажи оригинальной трилогии: «Мы обсуждали истории о том, как Хан встретил Чуи и как Лэндо лишился „Тысячелетнего сокола“. Я даже предложил Джорджу Лукасу экшн-сцену с Бобой Феттом и его реактивным ранцем».

### Разработка

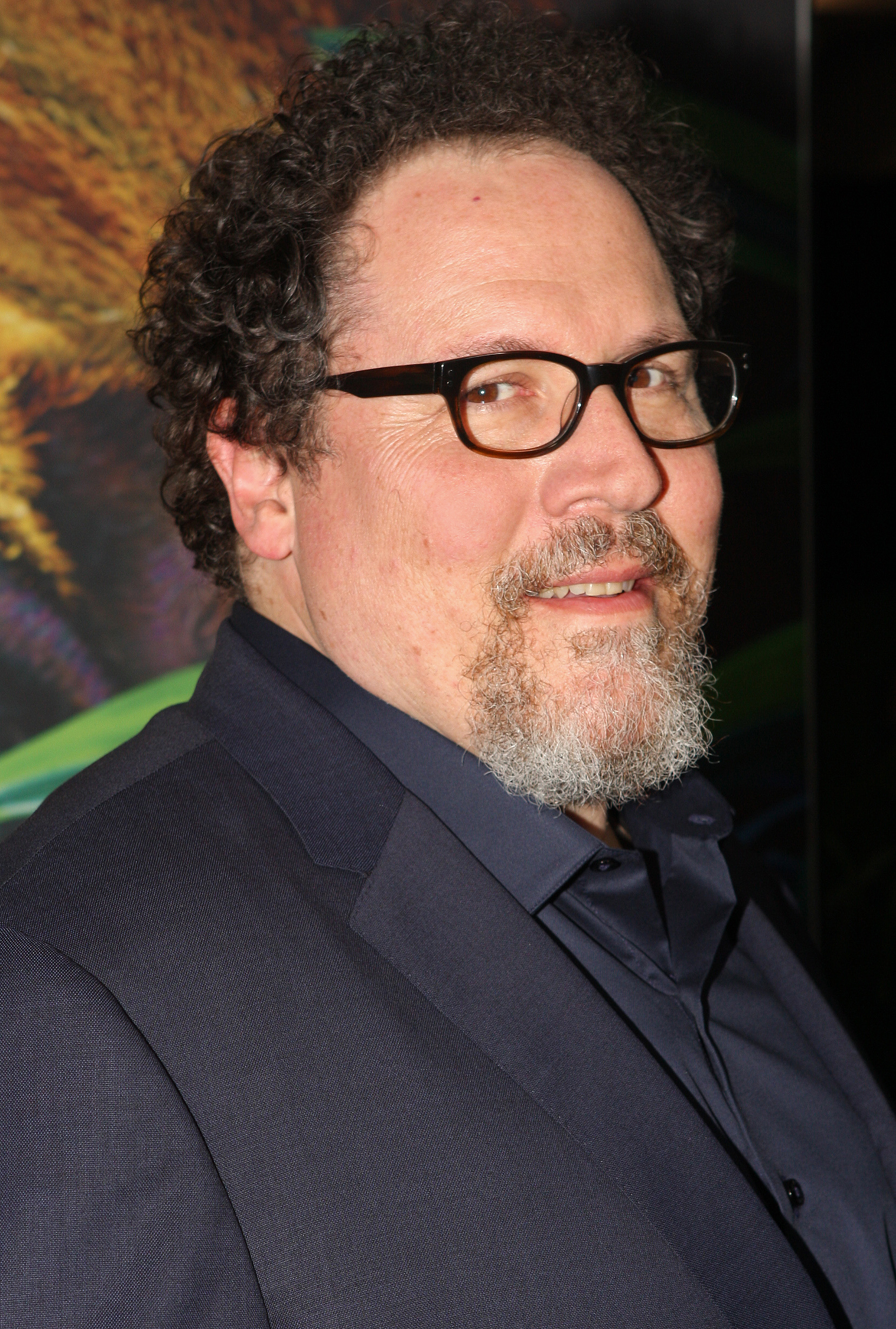
Джон Фавро изначально предложил идею «Мандалорца».

В 2019 году Джон Фавро рассказал «Hollywood Reporter», что он предложил продюсеру Кэтлин Кеннеди идею того, что стало «Мандалорцем», летом 2017 года, когда снимал фотореалистичный ремейк «Короля Льва» для Walt Disney Pictures. Кеннеди свела Фавро с Филони, и когда они оба встретились, Филони начал рисовать на салфетках наброски того, что станет Малышом. После каждого дня работы над виртуальной реальностью «Короля Льва» в Плайя-Виста Фавро задерживался допоздна и работал ещё несколько часов над своим секретным телепроектом для Lucasfilm.
9 ноября 2017 года CEO и председатель правления Walt Disney Company Боб Айгер во время ежеквартальной телеконференции с инвесторами объявил, что Disney и Lucasfilm разрабатывают новый игровой телесериал, посвящённый «Звёздным войнам», для будущего, тогда ещё безымянного, стримингового сервиса Disney. 6 февраля 2018 года во время очередной телеконференции Айгер сообщил, что Disney работает не над одним, а сразу над несколькими телесериалами, действие которых разворачивается во вселенной «Звёздных войн»: «Ранее мы упомянули только об одном из сериалов исключительно потому, что вскоре поделимся с вами первыми подробностями о нём. Мы ведём активную работу над этими проектами и ещё не готовы раскрыть все секреты. Думаю, что зрители будут впечатлены той работой, которую проделали талантливые люди, работающие над этими телесериалами».
8 марта 2018 года студия Lucasfilm объявила, что Фавро является сценаристом и исполнительным продюсером предстоящего сериала. В мае 2018 года Фавро сообщил, что уже написал сценарии к половине серий первого сезона. 3 октября Фавро объявил, что сериал получил название «Мандалорец», а также опубликовал краткое описание сюжета. На следующий день стало известно, что в число исполнительных продюсеров сериала войдут Дейв Филони, Кэтлин Кеннеди и Колин Уилсон, а Карен Гилкрайст выступит в качестве соисполнительного продюсера. Филони также снимет пилотную серию, а дополнительными режиссёрами сезона станут Тайка Вайтити, Брайс Даллас Ховард, Рик Фамуйива и Дебора Чоу. 19 декабря сайт StarWars.com сообщил, что музыку к сериалу напишет композитор Людвиг Йоранссон.
12 июля 2019 года на пресс-конференции, посвящённой предстоящей премьере «Короля Льва», Фавро рассказал, что он написал сценарии для второго сезона, и что подготовка к нему идёт полным ходом. Фавро планирует снять одну из серий второго сезона в качестве режиссёра; он также заявил, что был слишком занят производством «Короля Льва», чтобы снять какой-либо из эпизодов первого сезона сериала. К концу апреля 2020 года Фавро уже работал над третьим сезоном «уже некоторое время», а также дополнительная подготовка к сезону шла полным ходом.

### Подбор актёров
В ноябре 2018 года было объявлено, что главные роли в сериале исполнят Педро Паскаль, Джина Карано и Ник Нолти. После встречи с Фавро Паскаль изначально думал, что будет играть Бобу Фетта, но ему досталась роль другого мандалорца по имени Дин Джарин. 12 декабря 2018 года Lucasfilm объявила, что к основному актёрскому составу присоединились Джанкарло Эспозито, Карл Уэзерс, Эмили Суоллоу, Омид Абтахи и Вернер Херцог. 21 марта 2019 года стало известно, что Тайка Вайтити озвучит одного из персонажей; изначально предполагалось, что это будет дроид-охотник за головами IG-88, но впоследствии оказалось, что ему досталась роль нового персонажа, дроида IG-11.
В марте 2020 года стало известно, что Розарио Доусон во втором сезоне сыграет роль Асоки Тано, и это станет первым появлением данного персонажа в игровом сериале. До этого Асока появлялась в анимационных сериалах «Звёздных войн», включая «Войны клонов» (мультфильм и мультсериал) и «Повстанцы»; голос Асоки также можно было услышать в фильме «Звёздные войны: Скайуокер. Восход». Во всех вышеперечисленных работах Асоки озвучивала актриса Эшли Экштейн. Вскоре после этого Майкл Бин присоединился к актёрскому составу в качестве охотника за головами. В начале мая стало известно, что Темуэра Моррисон вновь исполнит роль Бобы Фетта. Ранее Моррисон сыграл роль отца Бобы, Джанго Фетта, в фильме «Звёздные войны. Эпизод II: Атака клонов», а также озвучил Бобу Фетта в различных материалах «Звёздных войн». Намёк на возвращение Бобы Фетта содержится в пятом эпизоде первого сезона «Стрелок». Вскоре после этого стало известно, что Кэти Сакхофф вновь вернётся к роли Бо-Катан Крайз, которую она озвучивала в «Войнах клонов» и «Повстанцах», и что Тимоти Олифант также появится во втором сезоне в роли Кобба Ванта.

#### Скандал с Джиной Карано
В феврале 2021 года компания Lucasfilm расторгла отношения с Джиной Карано, причиной чему послужила публикация актрисы в Instagram, в которой она сравнила отношение к некоторым политическим группам в США с отношением к евреям в Нацистской Германии. Согласно опросам, сразу после этой ситуации в поддержку актрисы высказалось 58 % зрителей, а после погружения в контекст происшествия — 72 %. Вскоре вышло интервью Джины изданию The Daily Wire, посвящённое теме её увольнения из «Мандалорца», в котором она рассказала, что во время работы ощущала травлю в отношении себя из-за политических взглядов. По статистическим итогам месяца Джина стала самой популярной актрисой мира. В июне того же года появились слухи о возможном возобновлении сотрудничества Lucasfilm и Джины Карано.

### Съёмки
Съёмка первого сезона сериала, получившего рабочее название «Гекльберри», началась в первую неделю октября 2018 года в Южной Калифорнии. 19 октября Джордж Лукас посетил съёмочную площадку, чтобы поздравить Фавро с днём рождения; позже выяснилось, что Лукас принимал некоторое участие в создании шоу. 25 октября стало известно, что полиция расследует крупную кражу нескольких предметов со съёмочной площадки «Мандалорца» в кампусе Manhattan Beach Studios в Манхэттен-Бич, Калифорния. Съёмки первого сезона завершились 27 февраля 2019 года.
По словам Фавро, первый сезон практически полностью был снят в большом павильоне с 360-градусной видеостеной на Manhattan Beach Studios; дополнительные съёмки велись также в южной Калифорнии. Впоследствии выяснилось, что на самом деле была построена полукруглая светодиодная видеостена с обзором в 270 градусов, однако для достижения 360-градусного охвата можно было задействовать дополнительные LED-панели. Операторские группы побывали в Исландии и Чили, и отснятые ими цифровые материалы транслировались на видеостене, превращённой в виртуальную съёмочную площадку при помощи игрового движка Unreal компании Epic Games. По словам Фавро: «Мы использовали настоящую операторскую съёмку, но мы не привозили актёров на место съёмок. Мы привозили место съёмок актёрам».
Дейв Филони, который в основном известен своей работой над другими проектами «Звёздных войн», и Брайс Даллас Ховард получили полную свободу на съёмках своих эпизодов, что было удивительно для отца Брайс, Рона Ховарда, который был режиссёром фильма «Хан Соло. Звёздные войны: Истории». Если Паскаль не мог присутствовать на съёмках, то роль Мандалорца исполняли каскадёры Брендан Уэйн и Латиф Кроудер, причём Уэйн тесно сотрудничал с Паскалем при проработке персонажа.
Съёмки второго сезона начались в середине октября 2019 года и завершились 8 марта 2020 года. В качестве режиссёра второй съёмочной группы для второго сезона был нанят Сэм Харгрейв, который сказал, что Фавро «искал кого-то, у кого есть опыт с экшеном», и что «они хотели развить» то, что было в первом сезоне, одновременно привнеся «новую перспективу и [возводя] её на другой уровень» во втором сезоне.

### Визуальные эффекты
Студия визуальных эффектов Industrial Light & Magic, дочерняя компания Lucasfilm, в ноябре 2018 года открыла в Лондоне новое подразделение ILM TV для работы над сериалами для ТВ и стриминговых сервисов. При поддержке офисов Industrial Light & Magic в Сан-Франциско, Ванкувере и Сингапуре ILM TV будет заниматься сериалами по вселенной «Звёздных войн», первым из которых станет «Мандалорец».
Для создания цифровых фонов в сериале использовался Unreal Engine 4, игровой движок компании Epic Games. Данная технология позволяет намного ускорить рендеринг визуальных эффектов, чем это обычно возможно для игровых сериалов. Раскадровка, которая показывает разбивку видео и иллюстрирует ключевые сцены, также выполнялась не с помощью традиционных эскизов на белом фоне, а с помощью игрового движка. Однако только примерно 50 % кадров были фактически сделаны на Unreal и сняты на камеру. Остальные 50 % были созданы с помощью традиционного конвейера визуальных эффектов ILM и визуализированы с помощью системы рендеринга V-Ray. Компания Image Engine также создавала визуальные эффекты для сериала, в частности, в эпизодах «Глава 3: Грех» и «Глава 6: Заключённый».
Вместо зелёного экрана на съёмочной площадке использовалась новая разновидность рирпроекции — Stagecraft, гибкие светодиодные экраны, на которые проецировалось окружение сцены. Проекция управлялась при помощи движка для видеоигр Unreal Engine, который динамически подстраивал её под положение и ракурс камеры в реальном времени. За новаторство в применении этой технологии Epic Games получили премию «Эмми».

### Музыка
Пригласить композитора Людвига Йоранссона рекомендовали несколько коллег Фавро, в частности режиссёры Райан Куглер и Энтони и Джо Руссо и музыкант Дональд Гловер. Фавро знал, что саундтрек должен играть важную роль в сериале. Он хотел, чтобы музыка отличалась от работ Джона Уильямса. Йоранссон впервые встретился с Фавро в ноябре 2018 года. Режиссёр показал композитору эскизы к сериалу и рассказал о своём вдохновении, исходящим от самурайских и вестерн-фильмов. 19 декабря 2018 года было официально подтверждено участие Йоранссона. После дискуссии о сериале Фавро прислал Йоранссону сценарии ко всем эпизодам. Композитор работал в одиночку целый месяц, проводя в своей студии по 10 часов в день.
Музыка записывалась с апреля по сентябрь 2019 года в Лос-Анджелесе при участии оркестра из 70 человек. Йоранссон также напишет музыку для второго сезона.
| №                   | Название                | Длительность |
| ------------------- | ----------------------- | ------------ |
| 1.                  | «Hey Mando!»            | 2:13         |
| 2.                  | «Face to Face»          | 5:13         |
| 3.                  | «Back for Beskar»       | 2:25         |
| 4.                  | «HammerTime»            | 2:17         |
| 5.                  | «Blurg Attack»          | 1:25         |
| 6.                  | «You Are a Mandalorian» | 3:55         |
| 7.                  | «Bounty Droid»          | 3:02         |
| 8.                  | «The Asset»             | 1:35         |
| 9.                  | «The Mandalorian»       | 3:18         |
| Общая длительность: | Общая длительность:     | 25:23        |

| №                   | Название            | Длительность |
| ------------------- | ------------------- | ------------ |
| 1.                  | «Walking on Mud»    | 1:38         |
| 2.                  | «Jawas Attack»      | 3:46         |
| 3.                  | «Trashed Crest»     | 2:18         |
| 4.                  | «To the Jawas»      | 1:35         |
| 5.                  | «The Egg»           | 2:54         |
| 6.                  | «The Mudhorn»       | 3:00         |
| 7.                  | «Celebration»       | 3:31         |
| 8.                  | «The Next Journey»  | 2:35         |
| Общая длительность: | Общая длительность: | 21:17        |

| №                   | Название              | Длительность |
| ------------------- | --------------------- | ------------ |
| 1.                  | «A New Day»           | 5:30         |
| 2.                  | «Mandalore Way»       | 3:21         |
| 3.                  | «Signet Forging»      | 2:02         |
| 4.                  | «Second Thoughts»     | 4:19         |
| 5.                  | «Whistling Bird»      | 2:22         |
| 6.                  | «Mando Rescue»        | 2:14         |
| 7.                  | «I Need One of Those» | 1:34         |
| Общая длительность: | Общая длительность:   | 21:22        |

| №                   | Название              | Длительность |
| ------------------- | --------------------- | ------------ |
| 1.                  | «The Ponds of Sorgan» | 3:09         |
| 2.                  | «Off the Grid»        | 1:47         |
| 3.                  | «Can I Feed Him?»     | 3:34         |
| 4.                  | «Training the Plebs»  | 3:10         |
| 5.                  | «Camp Attack»         | 2:22         |
| 6.                  | «Spirit of the Woods» | 5:10         |
| 7.                  | «Stay»                | 2:21         |
| 8.                  | «Mando Says Goodbye»  | 1:20         |
| Общая длительность: | Общая длительность:   | 22:53        |

| №                   | Название            | Длительность |
| ------------------- | ------------------- | ------------ |
| 1.                  | «Warm or Cold»      | 1:39         |
| 2.                  | «Bright Eyes»       | 1:39         |
| 3.                  | «Stuck with Me Now» | 2:26         |
| 4.                  | «Speederbikes»      | 1:21         |
| 5.                  | «Raiders»           | 1:20         |
| 6.                  | «Night Riders»      | 3:29         |
| 7.                  | «The Hangar»        | 6:06         |
| 8.                  | «Farewell»          | 2:09         |
| Общая длительность: | Общая длительность: | 20:09        |

| №                   | Название                          | Длительность |
| ------------------- | --------------------------------- | ------------ |
| 1.                  | «Welcome Back»                    | 3:49         |
| 2.                  | «The Gang»                        | 2:06         |
| 3.                  | «Greatest Warriors in the Galaxy» | 1:29         |
| 4.                  | «Let’s Just Do It»                | 1:22         |
| 5.                  | «Hyperspace»                      | 2:50         |
| 6.                  | «Little Mousey»                   | 2:54         |
| 7.                  | «Tracking Beacon»                 | 2:58         |
| 8.                  | «My Saviour»                      | 1:07         |
| 9.                  | «Mando on the Move»               | 1:13         |
| 10.                 | «Nice Family»                     | 2:25         |
| 11.                 | «Mando’s Back»                    | 7:15         |
| Общая длительность: | Общая длительность:               | 29:28        |

| №                   | Название            | Длительность |
| ------------------- | ------------------- | ------------ |
| 1.                  | «Man of Honour»     | 2:19         |
| 2.                  | «Reprogram»         | 2:32         |
| 3.                  | «Kuiil»             | 1:22         |
| 4.                  | «The Standoff»      | 2:57         |
| 5.                  | «Black Skies»       | 4:37         |
| 6.                  | «This Is It»        | 1:57         |
| 7.                  | «The Arrival»       | 3:16         |
| 8.                  | «The Mandalorian»   | 2:20         |
| Общая длительность: | Общая длительность: | 21:20        |

| №                   | Название                      | Длительность |
| ------------------- | ----------------------------- | ------------ |
| 1.                  | «Check Point»                 | 1:21         |
| 2.                  | «Nurse Droid»                 | 1:08         |
| 3.                  | «The Ewebb»                   | 4:06         |
| 4.                  | «A Thousand Tears»            | 4:06         |
| 5.                  | «Nurse and Protect»           | 3:59         |
| 6.                  | «A Warrior’s Death»           | 3:07         |
| 7.                  | «What Remains in the Tunnels» | 3:10         |
| 8.                  | «Clan of Two»                 | 3:32         |
| 9.                  | «Sacrifice»                   | 3:29         |
| 10.                 | «Mando Flies»                 | 2:04         |
| 11.                 | «The Baby»                    | 3:20         |
| Общая длительность: | Общая длительность:           | 33:22        |

## Маркетинг
4 октября 2018 года студия Disney опубликовала первый кадр из сериала, на котором изображён мандалорец с винтовкой. Спустя неделю Фавро в своём официальном аккаунте в Instagram разместил фотографию двуствольного бластера, являющуюся явной отсылкой к оружию Бобы Фетта в телевизионном фильме «The Star Wars Holiday Special». 14 апреля 2019 года Джон Фавро, Дейв Филони и основной актёрский состав провели на Star Wars Celebration в Чикаго встречу, посвящённую выходу «Мандалорца». Во время мероприятия были показаны первые отрывки из сериала. Первый официальный постер и трейлер были представлены 23 августа 2019 года на конференции D23 Expo. Второй трейлер был выпущен 28 октября 2019 года. 11 ноября во время Monday Night Football было показано 15-секундное видео, состоящее из нарезки кадров сериала.

## Релиз
Премьера первого сезона состоялась 12 ноября 2019 года на стриминговом сервисе Disney+. Disney+ выпускает эпизоды «Мандалорца» на еженедельной основе, однако первые две серии вышли с интервалом в несколько дней: 12 и 15 ноября 2019 года соответственно. Премьера второго сезона состоялась 30 октября 2020 года. Премьера третьего сезона состоялась 1 марта 2023 года.

## Рейтинги
На сайте-агрегаторе Rotten Tomatoes рейтинг сериала составляет 94 %. На Metacritic средневзвешенная оценка сериала составляет 71 из 100 на основе 43 обзоров, что указывает на «преимущественно положительные» отзывы.

### Реакция критиков
| Сезон | Rotten Tomatoes    | Metacritic      |
| ----- | ------------------ | --------------- |
| 1     | 93 % (339 отзывов) | 70 (29 отзывов) |
| 2     | 93 % (450 отзывов) | 76 (14 отзывов) |
| 3     | 86 % (122 отзыва)  | 70 (14 отзывов) |

## Фильм
В производстве находится фильм, который продолжит события сериала.

## Компьютерные игры
В ноябре 2020 года в Minecraft вышел загружаемый контент на тему «Звёздных войн», в который вошли локации и персонажи из «Мандалорца». Дин Джарин и Грогу появляются в пятом сезоне второй главы Fortnite Battle Royale, Zero Point. Снайперская винтовка и реактивный ранец Джарина также были доступны как игровые предметы.